# Родах (приток Майна)
Родах (нем. Rodach) — река в Германии. Первые полтора километра протекает по Тюрингии, далее по Баварии. Правый приток Майна. Речной индекс 2414. Площадь бассейна реки составляет 1009,88 км². Длина реки 53 км. Высота истока 690 м. Высота устья 270 м. Впадает в Майн в коммуне Марктцойльн (Верхняя Франкония).
Система водного объекта: Майн → Рейн → Северное море.